# ファミリーネットワークシステムズ
株式会社ファミリーネットワークシステムズは、大阪府大阪市北区太融寺町に本拠を置き、冷凍のおかずや冷凍総菜の開発、カタログ宅配事業、ネット通販事業などを行う企業。食材宅配サービス『わんまいる』を運営。日本における高齢化による「食料品アクセス問題」を解消するビジネスモデルとして注目された。

## 概要
1988年、宅配専門店ホッタとして大阪市西淀川区で創業。創業者が10年間の酒販店修行を経たのちの、ガレージ3坪での開店であった。創業者の親しみやすい人柄もあり、消費者の支持を得て開業4年目には、酒屋の1店舗あたりの売上は年商4,000万円ほどの時代に「たった3坪で1億8千万円」と業界紙などにも取り上げられるほどとなる。酒類免許の自由化に伴い、スーパーマーケットやコンビニエンスストアなども酒類販売を行うに至り、今後は、シニアを対象とした食品宅配サービスの時代が来ることを直感。1993年に｢有限会社ホッタ｣として法人化。翌1994年にはお酒・お米の宅配専門店 ｢ホッタファミリー会｣を発足。あくまで「御用聞き」事業として客1人1人に向き合う対応に徹する。1999年、株式会社ファミリーネットワークシステムズ設立。酒・米の宅配専門店フランチャイズ本部「ファミリー」設立。福岡・熊本・香川・愛媛・兵庫・大阪・京都・滋賀・岐阜・名古屋・山梨・神奈川・東京・千葉・新潟で展開。
2000年11月には、日本で初めて酒類・米穀・飲料販売の宅配チェーン(組織小売業）として開始。2001年1月にはビール4社などの大手メーカーがFNSをチェーン登録する。2005年6月
には伊藤忠商事と業務提携を締結。日本の高齢化と食糧自給率減少を目指し、全国各地域の名産品・特産品を使用した惣菜などを1品からでも配達可能とする受発注システムを開発し、「わんまいる」の屋号に改め、高齢者を対象に御用聞き宅配サービスを開始。 2010年12月にはファミマ・ドット・コムと業務提携。2011年2月にはフードアクションニッポンの製造・流通・システム部門優秀賞受賞。2015年には買物弱者のみならず、地産地消、食品ロスの防止、農業、漁業の振興などへの貢献により農林水産省のホームページで紹介される。
2013年よりは本格的なネット通販を開始。「御用聞き」スタイルから通販事業へと進化させながら、商品の品質向上も追求。定期購入会員限定サービスの実施により、リピーター（定期会員化）の獲得に成功。アフィリエイトサービスと出会い、2013年7月通販初月の月商は66万円であったが、これを月間の新規注文を一気に200件近くにまで伸長させ急拡大。2014年7月には5倍の311万円、2016年12月には1,500万円超え。3年でおよそ20倍の売上げを達成。広報に注力し「わんまいる」ブランドの認知度向上に成功し、大手百貨店、大手スーパーとの取引・業務提携も増加させる。東京電力ホールディングスと共同による魚料理(和食・洋食・中華)の冷凍サブスク専用サイト｢ボンキッシュ｣を運営。

## 沿革
- 1988年（昭和63年） -9月、創業者堀田茂が高校卒業後、大阪市港区で酒屋修行の後、宅配専門店堀田酒店設立[9]。
- 1992年 （平成4年）- 5月、酒販店共同仕入グループ｢酒塾｣を結成。
- 1993年（平成5年） - 法人化し、有限会社ホッタに[9]。
- 1999年（平成11年） - 6月、お酒･お米の宅配専門店｢ファミリー｣(現在のわんまいる)設立。 FC本部ファミリーネットワークシステムズ設立[9]。
- 2000年（平成12年） - 日本初の酒類・米穀・飲料販売の宅配チェーン(組織小売業）として大手メーカー(ビール4社)などがFNSをチェーン登録。
- 2003年（平成15年） - 6月、千葉エリアを展開。
- 2004年（平成16年） - 3月、福岡エリアを展開。9月、四国エリアを展開。
- 2005年（平成17年） - 6月、伊藤忠商事と業務提携を結ぶ。11月、屋号を「わんまいる」と改称。高齢者を対象に御用聞き宅配サービスを開始。
- 2006年（平成18年） - 6月、新潟エリアを展開。
- 2015年（平成27年） - 5月、経済産業省の買物弱者支援対策事業2015年『ベストプラクティス』に認定。
- 2016年（平成28年） - 7月、地域ヘルスケア産業支援ファンドを引受先とする第三者割当増資を実施。資本金を1億3千万円に増資。『日経DUAL』の2016年全国食材宅配ランキングにて2位に選出（味と品質では1位）。12月、大阪市北区太融寺町8-8日進ビルに本社を移転。
- 2017年（平成29年） - 1月、楽天・Yahoo・Amazon での展開開始。 5月、日本食育コミュニケーション協会と業務提携[3]。社員全員が食育・健康改善プランナーの資格を取得。大阪府と連携し、「大阪産（もん）」のPR活動を推進。
- 2018年（平成30年） - 1月、関東圏にスーパーマーケット「オーケー」を展開するオーケーと業務提携。3月、東急百貨店発行のカタログ通販サービス「ハロートーク」において、商品約100種の取り扱い開始[3]。6月、東急オンラインショッピング内に「ハロートーク×わんまいる」の専用ページが掲載開始。8月、JTBベネフィットと提携し、共働き世帯や産前産後・育児中の調理時短需要や、親の介護支援への需要に対応するサービスの提供を開始。 9月、三越伊勢丹ホールディングス運営の「三越オンラインストア」内に「三越わんまいる便」の専用ページのサービスを提供開始。
- 2019年（平成31年、令和元年） - 3月、ほの国百貨店と提携。8月、ベイシアと9月、エンジェリーベ、天満屋との取り組みを開始。
- 2020年（令和2年） - 3月、健幸ディナーが商標登録認定。
- 2021年（令和3年）
  - 6月、筑波大学とJMDCとハビタスケアの3社による糖尿病重症化予防健康改善プログラムの宅配食の夕食に「健幸ディナー」が採用され臨床試験開始。近藤一樹による健幸ディナーアレンジレシピのインスタライブを開始。
  - 12月、創業者長男堀田努が取締役に就任。東京電力HDと共同による国産魚朝食定期便「BonQuish（ボンキッシュ）」サイト開設。
- 2022年（令和4年） 
  - 3月、万博記念公園で産経新聞社主催のSAKANA&JAPAN FESTIVAL2023 魚ジャパンフェス に東京電力HDとボンキッシュを共同出店。
  - 5月、日本糖尿病学年次学術集会で2021年にテストが行われた糖尿病重症化予防健康改善プログラムの成果が発表。食品添加物無添加・国産食材100%、ご当地ブランド食材を採用した洗い物不要の電子レンジで調理ができる「健幸ディナー・トレータイプ」発売。
  - 10月、パロマと提携しグリル専用調理器「ラ・クック」専用冷凍ミールキットを開発。
- 2023年（令和5年） 
  - 2月、「Appliv TOPICS」による冷凍宅配弁当の満足度についてのアンケート調査の「美味しさ満足度」で健幸ディナーが1位となる。
  - 3月、第2回SAKANA&JAPAN FESTIVAL2023魚ジャパンフェス in 万博記念公園にボンキッシュが出店。
  - 4月、テレビ通販CM開始。
  - 6月、幕張メッセにて 起業を志す学生や社会人4000人の前で創業35周年特別記念講演
  - 11月、ABCテレビ「DAIGOも台所」の冷凍キット商品製造及びサービス運営を受託 　　　 SAKANA&JAPAN FESTIVAL2023魚ジャパンフェス in お台場にボンキッシュ出店。
  - 12月、ボンキッシュ　楽天での展開開始

- 2024年（令和6年)
  - 2月、食品添加物無添加 国産食材100%使用した「冷凍美食弁当」を発売。
  - 3月、SAKANA&JAPAN FESTIVAL2024魚ジャパンフェス in 扇町公園にボンキッシュ出店。
  - 7月、医療情報サービス国内最大手の株式会社JMDCと京都府が成人病予防・健康改善プログラムの夕食に「冷凍美食弁当が採用されました。
  - 10月　「ボンキッシュ」サイトリニューアル。選べるサブスクサービスへ刷新。

- 2025年（令和7年）
  - 3月、島根県ブランド推進課 パートナー店20周年記念”冷凍美食弁当に石見ポークを使用したハンバーグ”を採用
  - 5月、食品添加物無添加、国産食材100%使用の冷凍惣菜 新ブランド「まみーるわん」 Amazonクールマルシェに出店
  - 5月、健康経営に取り組む企業向けに、食品添加物無添加・国産食材100%使用の冷凍弁当を活用した福利厚生サービスを開始